# Polyrhachis bamaga
Polyrhachis bamaga är en myrart som beskrevs av Kohout 1990. Polyrhachis bamaga ingår i släktet Polyrhachis och familjen myror. Inga underarter finns listade i Catalogue of Life.